# Giải vô địch bóng đá nữ U-19 châu Âu 2016
Giải vô địch bóng đá nữ U-19 châu Âu 2016 diễn ra tại Slovakia từ ngày 19 tháng 7 đến 31 tháng 7 năm 2016.

## Vòng bảng

Kết quả các đội tham dự giải

Giờ thi đấu là giờ địa phương (CEST/UTC+2).

### Bảng A
| VT | Đội          | ST | T | H | B | BT | BB | HS  | Đ | Giành quyền tham dự     |
| -- | ------------ | -- | - | - | - | -- | -- | --- | - | ----------------------- |
| 1  | Pháp         | 3  | 2 | 0 | 1 | 8  | 2  | +6  | 6 | Vòng đấu loại trực tiếp |
| 2  | Hà Lan       | 3  | 2 | 0 | 1 | 8  | 2  | +6  | 6 | Vòng đấu loại trực tiếp |
| 3  | Na Uy        | 3  | 1 | 1 | 1 | 1  | 1  | 0   | 4 |                         |
| 4  | Slovakia (H) | 3  | 0 | 1 | 2 | 0  | 12 | −12 | 1 |                         |

| Slovakia | 0–6      | Hà Lan                                                                              |
| -------- | -------- | ----------------------------------------------------------------------------------- |
|          | Chi tiết | Folkertsma 23' (ph.đ.) · Roord 37', 57', 74' · Deszathová 40' (l.n.) · Hendriks 69' |

| Pháp | 0–1      | Na Uy         |
| ---- | -------- | ------------- |
|      | Chi tiết | Jørgensen 36' |

| Hà Lan         | 1–0      | Na Uy |
| -------------- | -------- | ----- |
| Folkertsma 56' | Chi tiết |       |

| Slovakia | 0–6      | Pháp                                                              |
| -------- | -------- | ----------------------------------------------------------------- |
|          | Chi tiết | Katoto 49', 53', 68' · Mateo 51' · Morroni 65' · D. Cascarino 90' |

| Na Uy | 0–0 Bị hủy | Slovakia |
| ----- | ---------- | -------- |
|       | Chi tiết   |          |

Trận đấu bị hủy ở phút 50 khi tỉ số là 0–0 vì trời mưa to. Do ở trận còn lại Pháp thắng Hà Lan 2–1 nên Na Uy và Slovakia không thể có được vị trí trong top 2 đội dẫn đầu. Trận đấu vì thế được giữ nguyên tỉ số 0–0.
| Hà Lan    | 1–2      | Pháp                            |
| --------- | -------- | ------------------------------- |
| Roord 60' | Chi tiết | Katoto 18' · Geyoro 24' (ph.đ.) |

### Bảng B
| VT | Đội         | ST | T | H | B | BT | BB | HS  | Đ | Giành quyền tham dự     |
| -- | ----------- | -- | - | - | - | -- | -- | --- | - | ----------------------- |
| 1  | Tây Ban Nha | 3  | 3 | 0 | 0 | 10 | 0  | +10 | 9 | Vòng đấu loại trực tiếp |
| 2  | Thụy Sĩ     | 3  | 2 | 0 | 1 | 8  | 7  | +1  | 6 | Vòng đấu loại trực tiếp |
| 3  | Đức         | 3  | 1 | 0 | 2 | 5  | 6  | −1  | 3 |                         |
| 4  | Áo          | 3  | 0 | 0 | 3 | 1  | 11 | −10 | 0 |                         |

| Tây Ban Nha   | 1–0      | Đức |
| ------------- | -------- | --- |
| N. García 62' | Chi tiết |     |

| Áo | 0–4      | Thụy Sĩ                                    |
| -- | -------- | ------------------------------------------ |
|    | Chi tiết | Zehnder 19', 88' · Mégroz 60' · Jenzer 77' |

| Tây Ban Nha                                           | 4–0      | Áo |
| ----------------------------------------------------- | -------- | -- |
| Sánchez 5', 29' · L. García 69' · Bonmati 83' (ph.đ.) | Chi tiết |    |

| Đức                       | 2–4      | Thụy Sĩ                                     |
| ------------------------- | -------- | ------------------------------------------- |
| Sanders 3' · Freigang 70' | Chi tiết | Mégroz 6' · Surdez 64', 72' · Zehnder 90+1' |

| Thụy Sĩ | 0–5      | Tây Ban Nha                                             |
| ------- | -------- | ------------------------------------------------------- |
|         | Chi tiết | N. García 15', 47' · Hernández 36' · L. García 52', 74' |

| Đức                                      | 3–1      | Áo        |
| ---------------------------------------- | -------- | --------- |
| Ehegötz 43' · Freigang 58' · Sanders 73' | Chi tiết | Feric 84' |

## Vòng đấu loại trực tiếp
|  | Bán kết            | Bán kết     |                    |   | Chung kết | Chung kết |
|  |                    |             |                    |   |           |           |
|  | 28 tháng 7 – Senec |             |                    |   |           |           |
|  |                    |             |                    |   |           |           |
|  | Pháp               | 3           |                    |   |           |           |
|  | Pháp               | 3           | 31 tháng 7 – Senec |   |           |           |
|  | Thụy Sĩ            | 1           |                    |   |           |           |
|  | Thụy Sĩ            | 1           | Pháp               | 2 |           |           |
|  | 28 tháng 7 – Senec |             | Pháp               | 2 |           |           |
|  |                    | Tây Ban Nha | 1                  |   |           |           |
|  | Tây Ban Nha        | Tây Ban Nha | 1                  | 4 |           |           |
|  | Tây Ban Nha        |             |                    | 4 |           |           |
|  | Hà Lan             | 3           |                    |   |           |           |
|  | Hà Lan             | 3           |                    |   |           |           |

### Bán kết
| Pháp                        | 3–1      | Thụy Sĩ      |
| --------------------------- | -------- | ------------ |
| Mateo 46', 54' · Katoto 50' | Chi tiết | Reuteler 44' |

| Tây Ban Nha                           | 4–3      | Hà Lan                                  |
| ------------------------------------- | -------- | --------------------------------------- |
| Hernández 25', 68', 81' · Cazalla 73' | Chi tiết | Admiraal 22' · Roord 59' · Hendriks 84' |

### Chung kết
Trận chung kết bị gián đoạn sau khi hiệp một kết thúc do trời mưa to và sân ngập nước. Hiệp hai bắt đầu sau hai tiếng chờ đợi.
| Pháp                    | 2–1      | Tây Ban Nha   |
| ----------------------- | -------- | ------------- |
| Geyoro 36' · Katoto 66' | Chi tiết | L. García 84' |

| Vô địch U-19 nữ châu Âu 2016 |
| ---------------------------- |
| · Pháp · Lần thứ tư          |